# Salvia columbariae
Salvia columbariae es una planta anual de la familia de las lamiáceas. Es originaria de California, Nevada, Arizona, Nuevo México, Sonora, y Baja California que fue un alimento importante para los nativos americanos. 

## Descripción

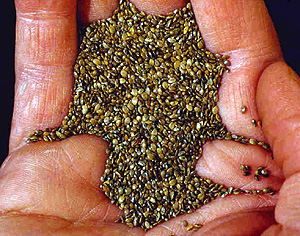
Semillas

S. columbariae alcanza un tamaño de crece 10 a 50 cm de altura. Sus tallos peludos son generalmente cortos y escasos. Tiene hojas basales oblongo-aovadas que miden de 2 a 10 cm de largo. Las hojas son pinnadas diseccionaron y lóbulos redondeados irregularmente. La inflorescencia es más o menos en forma de escapo, lo que significa que tiene un pedúnculo largo que viene desde el nivel del suelo y que tiene brácteas. Las brácteas son redondas con aristas inclinadas. Hay generalmente 1-2 racimos de flores en la inflorescencia. El cáliz es de 8 a 10 mm (0,31 a 0,39 in) de largo y el labio superior se unlobed pero tiene 2 (a veces 3) aristas. El color de las flores pueden ser de color azul pálido a azul y púrpura. Los estambres de la planta son ligeramente exertos. El fruto de S. columbariae es una núcula que es de color gris de 1,5 a 2 mm de largo.

## Hábitat
Salvia columbariae se pueden encontrar en sitios no alterados en el chaparral seco y matorral costero. Por lo general, crece a altitudes inferiores a 1.200 metros. En cultivo, prefiere un buen drenaje, el sol y el clima seco.

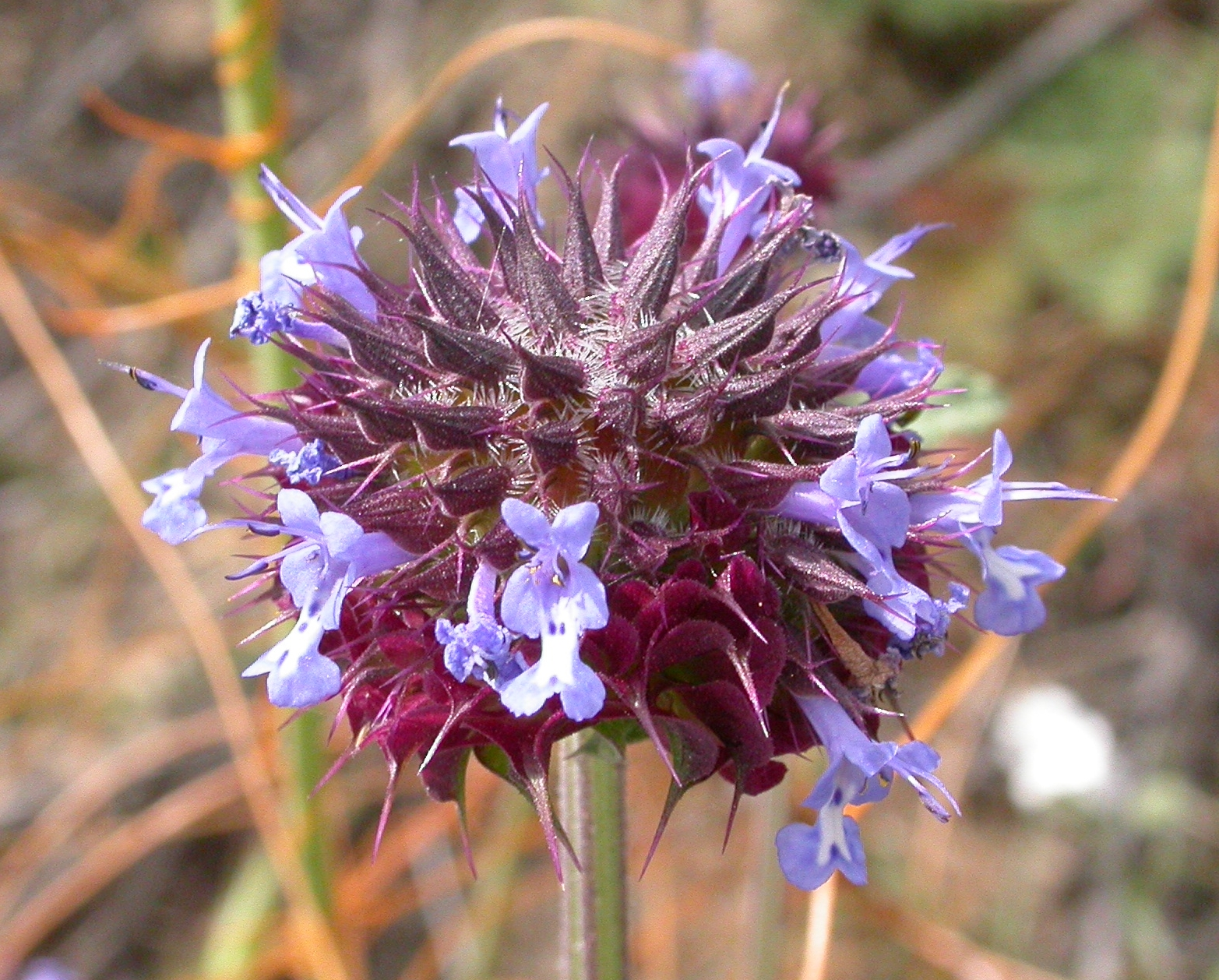
S. columbariae inflorescencia

## Propiedades
Se cree que los frutos se utilizaron como planta medicinal. Se usó como febrífugo por los Ohlones. Los Cahuillas utilizaban una cataplasma de aquenios aplastados contra las heridas. Estos dos usos se continuaron por los padres misioneros con sede en California.
El aquenio se utilizó para eliminar las partículas extrañas en los ojos y reducir la inflamación posterior. Este uso era común en Cahuillas, Ohlones y Kawaiisus.

## Taxonomía
Salvia columbariae fue descrita por George Bentham y publicado en Labiatarum Genera et Species 302–303. 1833.
Etimología
Ver: Salvia
columbariae: epíteto latino que significa "como una paloma".
Variedades
- Salvia columbariae var. columbariae Benth.
- Salvia columbariae var. ziegleri Munz[9]

Sinonimia
- Pycnosphace columbariae (Benth.) Rydb.[10][11]